# آنکیتا راینا
 آنکیتا راینا (گجراتی: અંકિતા રૈના؛ زادهٔ ۱۱ ژانویهٔ ۱۹۹۳) یک تنیس‌باز اهل هند است.